# Port de Benirràs
És el nom pel qual és coneguda pels pescadors locals Cala Benirràs per la seva estructura de badia tancada, protegida dels forts vents. Aquesta cala està situada en un paratge natural, a la localitat de Sant Miquel de Balansat (a l'est del port). Pertany al municipi de Sant Joan de Labritja. Està a 9 km de Sant Joan i a 25 km d'Eivissa, i destaca la presència de l'illot des Cap Bernat.
Característiques:
- Dimensions: 150 de longitud i 40 d'amplària.
- Orientació: oest.
- Composició: Arena de gra gros de procedent de còdols originaris de la zona.
- Fons marí: arena grossa i còdols. Escàs pendent.

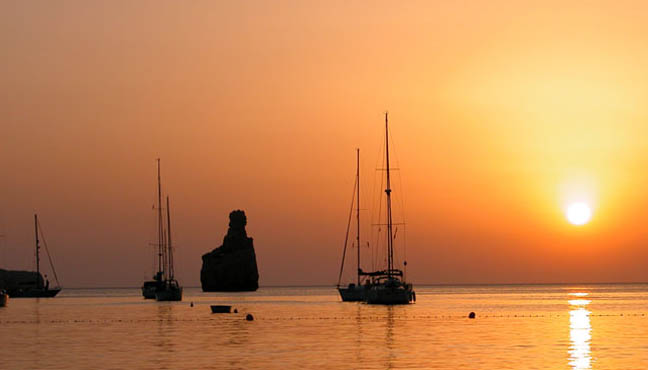
EIVISSA Benirras (1296756705)

- Entorn: Natural.[2]

## Descripció
Cala o Port de Benirràs està a 7,5 quilòmetres de Sant Miquel de Balansat, situada entre les puntes de Cova de s'Orenga i Blanca, així com sota la mirada de Puig des Guixar (189 metres d'altitud).
Aquesta profunda màniga de mar verge en forma de rectangle finalitza en tocar terra ferma en un talús de dimensions mitjanes, arena torrada i escàs pendent, una platja perfecta per als al·lots i per a les persones grans, envoltada per penya-segats coronats per una pineda frondosa. Les seves aigües són transparents.
Les condicions marines i subaquàtiques són aptes per fondejar-hi embarcacions a l'estiu, ja que el vent de component est bufa amb una intensitat baixa. En canvi, aquest racó costaner es torna perillós com a calador amb corrents eòlics de l'oest i del nord-est. Aquest entrant de mar bell té un illot a la bocana que es pot circumnavegar. A l'interior es registra una profunditat d'entre 6 i 12 metres, sobre fons de sorra i algues.
Des de Cala Benirràs es pot fer una excursió pel camí que uneix aquesta platja amb el proper port de Sant Miquel, que passa per la cova de Can Marçà, de gran bellesa espeleològica i utilitzada com a refugi pels contrabandistes.
L'accés per carretera és senzill seguint atentament la senyalització viària i les desviacions. La darrera part del recorregut es fa per una carretera asfaltada i amb un desnivell pronunciat. El vehicle particular es pot aparcar gratuïtament pels voltants.
Les característiques descrites anteriorment hi expliquen l'afluència massiva de banyistes locals i turistes.
S'hi troben dos esculls: s'Escull Gros o escull de Dalt i s'Escull Petit o escull d'En Vidal al nord-oest del port.